# Ada Marra
Pour les articles homonymes, voir Marra.
Ada Marra, de son vrai prénom Addolorata, née le 10 mars 1973 à Lausanne (originaire de Paudex, double nationale italo-suisse), est une personnalité politique suisse, membre du parti socialiste. Elle est députée du canton de Vaud au Conseil national de 2007 à 2023.

## Biographie
Ada Marra naît à Lausanne le 10 mars 1973, de parents italiens originaires des Pouilles ayant immigré en Suisse dans les années 1960.
Elle grandit à Paudex et suit sa scolarité à Lausanne, puis étudie à l'Université de Lausanne où elle obtient une licence en sciences politiques en 1996. La même année, elle obtient la naturalisation suisse, tout en conservant la nationalité italienne de ses parents.
Elle est la sœur jumelle du producteur et animateur de télévision Luigi Marra,. Elle a aussi un frère aîné, prénommé Venanzio, et une sœur.
Elle apprend en 2007 qu'elle est atteinte de sclérose en plaques.

## Parcours politique
Elle entre au Parti socialiste suisse en 1997. Elle en est la secrétaire générale pour le canton de Vaud pendant sept ans.
En décembre 2004, elle est élue députée au Grand Conseil du canton de Vaud. Trois ans plus tard, en décembre 2007, elle est élue conseillère nationale pour le canton de Vaud. Elle est membre de la Commission des institutions politiques (CIP) jusqu'à fin 2011 puis à nouveau à partir de fin 2019, de la Commission de l'économie et des redevances (CER) de fin 2011 à fin 2019 et de la Commission de gestion (CdG) de fin 2015 à fin 2019.
En 2008, elle dépose une initiative parlementaire sur la question de la naturalisation facilitée des étrangers de la 3e génération, qui est à l’origine de l’adoption par l’Assemblée fédérale en 2016 d’un arrêté modifiant la Constitution et soumis au vote le 12 février 2017. Dix-neuf cantons et plus de 60 % du peuple l'approuvent. La presse estime qu'Ada Marra, principale artisane de la naturalisation facilitée, a arraché une victoire « sans précédent », battant l'UDC sur l'identité nationale son « terrain de prédilection ».
Le 2 décembre 2018, elle est élue à la vice-présidence du Parti socialiste suisse. Seule candidate, elle y succède à Géraldine Savary.
Le 27 avril 2019, elle est choisie par la section vaudoise du Parti socialiste comme candidate au Conseil des États face à Roger Nordmann pour succéder à Géraldine Savary. Présente au 2e tour du 10 novembre 2019, elle échoue cependant à conserver le siège du Parti socialiste, se faisant largement distancer par le PLR Olivier Français et par la Verte Adèle Thorens Goumaz. Avec la non-élection d'Ada Marra aux Conseil des États en 2019, le Parti socialiste vaudois perd le siège qu'il détenait au Conseil des États depuis 20 ans.
Le 4 mars 2020, lors des débats à la Chambre basse du Parlement sur la motion intitulée « Pour un accompagnement concret contre les menaces et les injures violentes », qu'elle avait déposée en 2019, elle lit un « tout petit florilège » des insultes qu'elle a reçues en raison de son action politique,.
En novembre 2021, elle annonce sur Twitter qu'elle quitte son poste de vice-présidente du Parti socialiste suisse pour février 2022. Elle y avait été réélue l'année précédente pour un second mandat.
Le 12 décembre 2022, elle annonce qu'elle ne se représentera pas pour un nouveau mandat lors des élections fédérales de 2023.

### Vie associative
Ada Marra est engagée dans plusieurs associations caritatives en lien avec la lutte contre la précarité.
Elle a été notamment membre du présidium de Caritas Suisse, proche de l'Église catholique romaine. Elle préside la Fondation Mère Sofia (à l'origine liée à l'Église orthodoxe serbe, mais qui n'a plus d'apparentement religieux) depuis le 1er juin 2011. La fondation gère la soupe populaire de Lausanne et la structure d'accueil Le Répit pour les personnes sans domicile fixe.
Elle préside également la Fédération romande Lire et écrire de 2010 à 2016.

## Distinction
Elle reçoit le Champignac d'or 2010 pour, entre autres, la phrase : « Je n’ai jamais été partisane de la fessée ou du martinet comme principe pédagogique. Cela doit rester un choix de ces femmes ».

## Publications
- Ada Marra (ill. Denis Kormann), Tu parles bien français pour une italienne, Genève, Georg, 2018 (ISBN 978-2-82-571069-2)